# ファウスト・コッピ

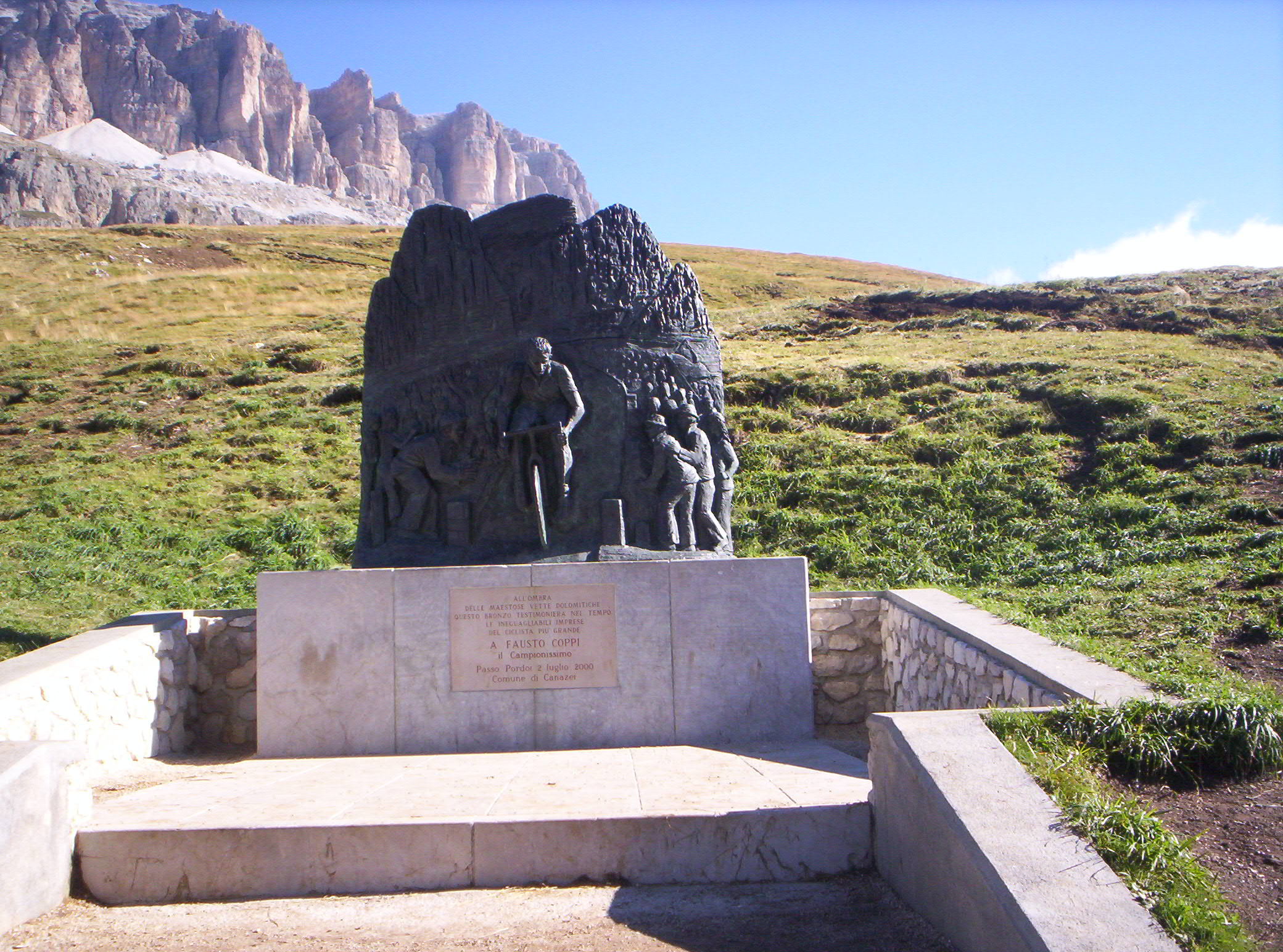
ポルドイ峠にあるコッピの記念碑

アンジェロ・ファウスト・コッピ（Angelo Fausto Coppi、1919年9月15日 - 1960年1月2日）はイタリア・ピエモンテ州アレッサンドリア県カステッラーニア出身の自転車競技選手。主としてロードレースで活躍した。「カンピオニッシモ」（伊：Campionissimo＝チャンピオンの中のチャンピオン）と呼ばれるイタリアスポーツ界の伝説的英雄。
ツール・ド・フランスで2度の総合優勝（1949年、1952年）と5度のジロ・デ・イタリア総合優勝（1940年、1947年、1949年、1952年、1953年）を果たしたほか、ジロ・ディ・ロンバルディア4連覇（1946～1949年）や世界選手権制覇（1953年）など数々の偉業を達成した。

## 経歴
1940年に19歳でジロ・デ・イタリア総合優勝という華々しいデビューを飾る。
1942年には、アワー・レコードに挑戦し、45.798 km/hで、14年ぶりに世界記録を更新した。この記録は1956年にジャック・アンクティルにより更新されるまで14年間保持された。しかしこれ以後、第二次世界大戦の激化により自転車選手としての活動は中断を余儀なくされた。
1946年から活動を再開し、クラシックのミラノ～サンレモ、ジロ・ディ・ロンバルディアを制覇。ジロ・デ・イタリアでもステージ3勝をあげた。
翌1947年にはジロ・ディ・ロンバルディア連覇と二度目のジロ・デ・イタリア総合優勝。1948年はミラノ～サンレモとジロ・ディ・ロンバルディアで勝利。ジロ・デ・イタリアでは2勝をあげ、山岳賞を獲得した。
1949年はツール・ド・フランスとジロ・デ・イタリアで総合優勝。史上初の「ダブルツール」を達成したほか、ミラノ～サンレモを連覇。さらにジロ・ディ・ロンバルディアでは四連覇を果たし、栄光の絶頂を極めた。
1950年はパリ〜ルーベとフレッシュ・ワロンヌを制し、1951年もジロ・デ・イタリアでステージ2勝を果たしている。
1952年には2度目のダブルツールを達成。ツール・ド・フランスでは2位以下に28分もの大差をつけて圧勝した（この記録は1947年以降の同大会における最大タイム差記録であり、2016年現在も破られていない）。
続く1953年にはジロ・デ・イタリア5回目の総合優勝と世界選手権制覇を果たし、最強の名をほしいままにした。
1954年にもジロ・デ・イタリアで山岳賞を獲得。ジロ・ディ・ロンバルディアでも5回目の優勝を飾った。
しかし、以後は徐々に調子を落としていき、1955年のジロ・デ・イタリア1勝を最後に勝利から遠ざかる。
そして1959年末、コッピはサイクリングとハンティングを楽しむためにアフリカのオートボルタに滞在中マラリアに感染し、帰国後に発症。診療ミスによりトルトーナの病院で死去した。

## 人物
- さまざまなロードレースのヒーローたちの中でも、コッピの存在は飛び抜けており、現在までに「カンピオニッシモ」の称号が与えられているのは、彼のほかはエディ・メルクスのみである[独自研究?]。
- イタリアの自転車選手としては最も尊敬される人物の一人であり、その年のジロ・デ・イタリアで最高峰となる峠は「チマ・コッピ」と呼ばれ、彼の功績を称えることになっている。またイゾアール峠やステルビオ峠など、各地に彼の活躍を記念した碑が建てられている。
- 1951年、コッピの弟でチームメイトだったセルセ・コッピがジロ・ディ・ピエモンテでのスプリント中に落車。ホテルに戻った後に脳出血で死亡するという悲劇に見舞われた。また1953年には浮気により妻と別居するというスキャンダルが発覚した。以後コッピが精彩を欠いたのは、これらのプライベートでの不幸が大きな原因と考えられている。

## エピソード
- コッピの活躍の理由としては、才能のほかにもジロ・デ・イタリアで3度の総合優勝（1936～1937年、1946年）を遂げ、ツール・ド・フランスでも2度総合優勝（1938年、1948年）したジーノ・バルタリという強力なライバルがいたことが大きい。あらゆる面で対照的[1] なコッピとバルタリはイタリアのロードレース界における人気を二分していた。
- コッピはレース時以外の体調管理に腐心しており、専属のマッサージ師の指導により、良質のたんぱく質やビタミンの摂取、練習後の昼寝などを欠かさなかった。
- コッピは最初バルタリのアシストを務めていたほか、彼の最後のナショナルチーム監督は、すでに引退していたバルタリだったなど、両者は不思議な因縁で結ばれていた。2001年から彼らの名前を冠した「コッピ・バルタリ」というレースが毎年開催されている。
- 1952年はラルプ・デュエズがツール・ド・フランスに初めて組み込まれたが、その時にみごと優勝している。歴代優勝者の筆頭として最初のカーブにあるプレートにその名が刻まれている。
- 1980年代後半から1990年代前半にかけて活躍したフランコ・キオッチョリはコッピに瓜二つの風貌だったため「コッピーノ」の愛称で呼ばれていた。

## 主な成績
1940年
ジロ・デ・イタリア
- 総合優勝
- ステージ1勝

1946年
ミラノ～サンレモ
ジロ・ディ・ロンバルディア
グランプリ・デ・ナシオン
ジロ・デ・イタリア
- ステージ3勝

1947年
ジロ・デ・イタリア
- 総合優勝
- ステージ3勝

ジロ・ディ・ロンバルディア
グランプリ・デ・ナシオン
1948年
ミラノ～サンレモ
ジロ・ディ・ロンバルディア
ジロ・デ・イタリア
- 山岳部門優勝
- ステージ2勝

1949年
ツール・ド・フランス
- 総合優勝
- （）山岳部門優勝
- ステージ3勝

ジロ・デ・イタリア
- 総合優勝
- 山岳部門優勝
- ステージ3勝

ミラノ～サンレモ
ジロ・ディ・ロンバルディア
1950年
パリ〜ルーベ
フレッシュ・ワロンヌ
1951年
ツール・ド・フランス
- 総合10位
- ステージ1勝

ジロ・デ・イタリア
- ステージ2勝

1952年
ツール・ド・フランス
- 総合優勝
- （）山岳部門優勝
- ステージ5勝

ジロ・デ・イタリア
- 総合優勝
- ステージ3勝

1953年
世界選手権優勝
ジロ・デ・イタリア
- 総合優勝
- ステージ3勝

1954年
ジロ・デ・イタリア
- 山岳部門優勝
- ステージ1勝

ジロ・ディ・ロンバルディア
1955年
ジロ・デ・イタリア
- ステージ1勝

### グランツールの総合成績
| グランツール               | 1940   | 1941   | 1942   | 1943   | 1944   | 1945   | 1946   | 1947 | 1948 | 1949 | 1950 | 1951 | 1952 | 1953 | 1954 | 1955 | 1956 | 1957 | 1958 | 1959 |
| -------------------------- | ------ | ------ | ------ | ------ | ------ | ------ | ------ | ---- | ---- | ---- | ---- | ---- | ---- | ---- | ---- | ---- | ---- | ---- | ---- | ---- |
| ジロ・デ・イタリア         | 1      | 未開催 | 未開催 | 未開催 | 未開催 | 未開催 | 2      | 1    | DNF  | 1    | DNF  | 4    | 1    | 1    | 4    | 2    | DNF  | －   | 32   | －   |
| ツール・ド・フランス       | 未開催 | 未開催 | 未開催 | 未開催 | 未開催 | 未開催 | 未開催 | -    | -    | 1    | -    | 10   | 1    | -    | -    | -    | -    | -    | -    | -    |
| ブエルタ・ア・エスパーニャ | 未開催 | -      | -      | 未開催 | 未開催 | -      | -      | -    | -    | -    | -    | -    | -    | -    | -    | -    | -    | -    | -    | DNF  |

## ドーピング疑惑
自転車競技選手のドーピング事例によると、イタリアの某テレビ番組の中で、「悪いクスリを飲んだとたん、ペダルが後ろに回ってしまった」といったジョークを交えながら、第二次世界大戦終戦直後に、アンフェタミンを購入して服用していた事実を告白した。インタビューによれば使用頻度について「ほとんどいつも」と回答しており、コッピの「英雄」としての功績を見直すべきではないかとの議論もある。